# Luis Carlos Cabezas
Luis Carlos Cabezas (3 de marzo de 1986 en Cali, Colombia) es un futbolista colombiano. Juega como delantero.

## Trayectoria

### Córdoba F. C.
Durante el año 2007 fue cedido a segunda división Córdoba FC para ganar más experiencia. Terminó la campaña como máximo goleador de Córdoba FC, anotando 9 goles.

### Jorge Wilstermann
El 16 de enero de 2017 es oficializado como nuevo jugador del Club Deportivo Jorge Wilstermann de la Primera División de Bolivia. Su debut lo realiza el 19 de febrero en la derrota 3 a 2 frente a Club Blooming por la Liga. Su primer gol lo marca el 6 de abril en la derrota como locales 1-2 frente a Club San José. El 11 de abril marca el gol de la victoria 2 a 1 sobre Atlético Tucumán por la fase de grupos de la Copa Libertadores 2017.

### Al Naser
El 17 de agosto es confirmado como nuevo jugador del Al Nasr Sporting Club de la Liga Premier de Kuwait.

## Clubes
| Club                | País                | Año                 | Partidos | Goles |
| ------------------- | ------------------- | ------------------- | -------- | ----- |
| Córdoba F. C.       | Colombia            | 2007                | 31       | 9     |
| Deportivo Cali      | Colombia            | 2008 - 2009         | 9        | 0     |
| Monagas             | Venezuela           | 2009                | 15       | 3     |
| Deportivo Pereira   | Colombia            | 2010                | 6        | 0     |
| Caracas             | Venezuela           | 2010 - 2011         | 39       | 15    |
| Dalian Yifang       | China               | 2011                | 11       | 6     |
| Shanghái SIPG       | China               | 2012 - 2013         | 56       | 10    |
| Hunan Billows       | China               | 2014 - 2016         | 83       | 27    |
| Jorge Wilstermann   | Bolivia             | 2017                | 19       | 3     |
| Al Naser            | Kuwait              | 2017                | 14       | 7     |
| La Equidad          | Colombia            | 2018                | 15       | 0     |
| Deportivo La Guaira | Venezuela           | 2019                | 20       | 9     |
| Atlético Venezuela  | Venezuela           | 2019                | 18       | 2     |
| Cúcuta Deportivo    | Colombia            | 2020                | 5        | 0     |
| Total en su carrera | Total en su carrera | Total en su carrera | 341      | 91    |